# Coccoloba porphyrostachys
Coccoloba porphyrostachys är en slideväxtart som beskrevs av J. Gómez-laurito. Coccoloba porphyrostachys ingår i släktet Coccoloba och familjen slideväxter. Inga underarter finns listade i Catalogue of Life.